# Badecla clarissa
Espèce
Badecla clarissa est un papillon de la famille des Lycaenidae, de la sous-famille des Theclinae et du genre Badecla.

## Dénomination
Badecla clarissa a été décrit par Max Wilhelm Karl Draudt en 1920 sous le nom de Thecla clarissa.
Synonyme : Lamprospilus clarissa.

## Description
Badecla clarissa est un petit papillon aux pattes et aux antennes cerclés de blanc et noir, avec une courte queue à chaque aile postérieure.
Le dessus est de couleur marron roux avec aux ailes postérieures quatre gros ocelles marginaux confluents.
Le revers est ocre avec une ligne postdiscale blanche discrètement doublée de rouge, et, aux ailes postérieures une bande submarginale rouge formée de gros ocelles confluents.

## Écologie et distribution
Badecla clarissa réside au Brésil.

### Protection
Pas de statut de protection particulier.